# Павловка (Нуримановский район)
Павловка (баш. Павловка) — село в Нуримановском районе Башкортостана, административный центр Павловского сельсовета.
Вблизи села в 1950-х годах построена Павловская ГЭС.

## Географическое положение
Расположено на левом берегу реки Уфы в крайней южной части Павловского водохранилища в 26 км к северу от села Красная Горка и в 80 км к северо-востоку от города Уфы. Село окружено лесами и акваторией Уфы. На противоположном от села берегу реки (через плотину ГЭС) расположена деревня Верхнекировский.

## Население
| 1959  | 1970  | 1979  | 1989  | 2002  | 2009  | 2010  |
| ----- | ----- | ----- | ----- | ----- | ----- | ----- |
| 7977  | ↘3732 | ↘3426 | ↗3492 | ↗4269 | ↗4396 | ↘4143 |
| 2021  |       |       |       |       |       |       |
| ↘3924 |       |       |       |       |       |       |

Согласно переписи 2020 года, преобладающая национальность — русские (42,4 %), башкиры (23,3 %), татары (23,1 %).

## Описание
В селе действуют средняя школа, общая образовательная школа, два детских сада, детский санаторий, базы отдыха, участковая больница, дом культуры, библиотека.
Транспорт
От села отходят автодороги на юго-запад через плотину ГЭС в Благовещенск (на Уфу, Бирск, М7) и на юго-восток по левому берегу реки в Красную Горку (на Иглино, Уфу, М5). Имеется пристань на берегу водохранилища.
История
Павловка основана в 1920‑х годах, получила развитие в 1950-е годы в связи со строительством ГЭС и созданием водохранилища.
С 1952 по 2005 год Павловка имела статус посёлка городского типа.

## Религия
В селе есть православная церковь Моисея Уфимского и мечеть.